# Kosmos 2278
Kosmos 2278, ruski ELINT satelit (radioelektronsko izviđanje) iz programa Kosmos. Vrste je Celina-2.
Lansiran je 23. travnja 1994. godine u 08:01 s kozmodroma Bajkonura (Tjuratam) u Kazahstanu. Lansiran je u nisku orbitu oko planeta Zemlje raketom nosačem Zenit-2 11K77. Orbita mu je 848 km u perigeju i 855 km u apogeju. Orbitna inklinacija mu je 71,00°. Spacetrackov kataloški broj je 23087. COSPARova oznaka je 1994-023-A. Zemlju obilazi u 101,96 minuta. Pri lansiranju bio je mase 6000 kg. 

## Vanjske poveznice
- N2YO.com Search Satellite Database
- Celes Trak SATCAT Format Documentation (engl.)
- Kunstman  Arhivirana inačica izvorne stranice od 12. kolovoza 2019. (Wayback Machine) Satellites in Orbit (engl.)